# マジックリン
マジックリン（Magiclean）は、花王から発売されている住宅用洗剤、及びそのシリーズの台所周りの洗剤のことを指す。1971年発売。

## 商品概要・歴史
1971年に日本で「マイペット」の次の新しいブランドとして台所用洗剤「マジックリン」を発売。続く1973年には、浴室用洗剤「バスマジックリン」を発売。また1978年には、トイレ用洗剤「トイレマジックリン」を発売。2008年10月には「マイペット」ブランドで発売していたガラス用洗剤とフロア用つや出し洗剤、「クイックル」ブランドで発売されていたつや出し剤用シートを「マジックリン」ブランドに移行し、リニューアルされた。
台所用洗剤では、緑色の液体の「マジックリン」と2007年に発売されたオレンジのボトルの「キッチンマジックリン消臭プラス」がある（かつてはフォームタイプや「レンジマジックリン」からブランド移行したシートタイプ「キッチンマジックリンたわしシート」も発売されていた）。
浴室用洗剤では、黄色い液体の「バスマジックリン」が発売されていたが、2006年に浴室特有のこもった臭いもとる、黄緑色の液体の「バスマジックリン 泡立ちスプレー 消臭プラス」を、2010年には壁の防カビ効果が加わった水色のボトル「バスマジックリン 泡立ちスプレー 壁の防カビプラス」を、2013年にはエッセンシャルローズの香りのピンクのボトル「バスマジックリン 泡立ちスプレー アロマ消臭プラス」を順次発売し、タイプが異なる4種類をそろえている。同じ年に「バスマジックリン 泡立ちスプレー 消臭プラス」が除菌力を高めて「バスマジックリン 泡立ちスプレー 除菌消臭プラス」となり、併せて、「バスマジックリン 泡立ちスプレー」の本体全種類は仕様変更を行い、従来型の「広い泡」比約2倍広がる「新広泡スプレー」を採用した。（かつてはクレンザータイプも発売されていた。）
トイレ用洗剤では、1996年に発売されたスプレータイプの「トイレマジックリン消臭・洗浄スプレー」（ミントの香りに加え2005年にオレンジの香り、2013年にAROMA エッセンシャルローズの香り、2014年にAROMA ジャスミン&オレンジの香り、2015年に消臭ストロングが追加された）と2003年に発売された水洗便器用洗浄剤「トイレマジックリン流すだけで勝手にキレイ（発売当初は「トイレマジックリンパワーリキッド」。2008年3月に抗菌成分を新たに配合し、名称もリニューアル）」があり、2009年10月にはこれまで液体のトイレ用洗剤として発売していた「トイレマジックリン」が研磨効果を高めてトイレ用クレンザーとして生まれ変わり「トイレマジックリン 強力クレンザー」に改称された。かつては強力酸性タイプも発売されていた。
住居用洗剤はフロア用つや出し洗剤の「フローリングマジックリン つや出しスプレー」とガラス用洗剤の「ガラスマジックリン」がある。かつては「クイックルワイパー」に取り付けて「フローリングマジックリン つや出しスプレー」と一緒に使うつや出し剤用シート「フローリングマジックリン つや出しスプレー専用シート」が発売されていた。
2014年10月には、水につけて使用する住宅用そうじシート「マジックリン ピカッと輝くシート」を発売した。
1970年代から80年代にかけて放映されたテレビCMでは、「しつこい汚れにマジックリン」と宣伝されたことがある。
何度かロゴデザインが変更されており、2011年10月から「マジックリン」がリニューアルされるとともに、「ガラスマジックリン」・「バスマジックリン」もパッケージリニューアルされ、ロゴデザインが変更された。
2015年8月に「バスマジックリン」がボトルタイプを含めて全面刷新。すすぎ性を向上するとともに、スプレータイプはユニバーサルデザインの視点を取り入れた新型スプレーを採用。内容量も変更となった（ボトル：500ml→485ml、スプレー：400ml→380ml、スプレーつめかえ用：350ml→330ml）。同年10月には、「マジックリン（ボトルタイプを含む）」、「ガラスマジックリン」、「トイレマジックリン 消臭・洗浄スプレー（AROMAを含む）」もパッケージリニューアルし、スプレー製品は新型スプレーとなった（「バスマジックリン」以外のスプレー製品は中身の変更がないため、つめかえ用・つけかえ用は新旧互換対応しており、内容量の変更もない。同時に「かんたんマイペット」もパッケージリニューアルに伴って新型スプレーとなった）。2016年3月に「フローリングマジックリン つや出しスプレー」も全面刷新して新型スプレーとなった（つけかえ用は新旧互換対応しており、内容量の変更は無い）。
2024年11月、汚れの種類に特化した強力洗剤「マジックリン EXPOWER」シリーズを発売。

## 商品ラインナップ
◎印：業務用（Kaoプロフェッショナル）が設定されている製品
台所のそうじ用品
マジックリンハンディスプレー
緑色の液体のスプレー式住宅用強力洗剤（キッチン用）。アルカリ性。発売当初はつけかえ用が無く、「マジックリン」がつめかえ用を兼ねていたが、内容量変更（500ml→400ml）に伴いつけかえ用が発売された。スプレーは当初、泡・霧の切替式であったが、後の改良により広い泡・せまい泡の2段切替スプレーとなった。現行製品には除菌及びウイルス除去効果もある。
2022年秋にパッケージデザインが変更され、「Kao」ロゴが月のマークレスとなった（自然切替、中身の変更は無い為、つけかえ用は旧デザイン品のスプレーにも使用可能）。
マジックリン
緑色の液体の住宅用強力洗剤（キッチン用）。アルカリ性。グリコールA、ME配合。現行製品には除菌及びウイルス除去効果もある。かつては業務用サイズ（但し、除菌効果なし）もあった。「マジックリン ハンディスプレー」同様、2022年秋にパッケージデザインが変更され、「Kao」ロゴが月のマークレスとなった（自然切替）。
キッチンマジックリン 泡ジェット
2022年10月発売。スプレー式のキッチン用クリーナー。後述する「バスマジックリン エアジェット」と同じ形状で、連射も可能なスプレーを採用。素手でも使用できるように液性は中性としている。つめかえ用は本体容量（370ml）の約1.7倍量でキャップ付きの630ml入りのみとなる。
住居用洗剤
フローリングマジックリン つや出しスプレー
スプレー式フロア用つや出し洗剤。ワックス済みの床にも使用可能な中性タイプ。2016年3月に香りを「さわやかなシトラスの香り」に変更してリニューアルした。
ガラスマジックリン◎
スプレー式ガラス用洗剤。「液体ガラスマイペット」（業務用は「花王ガラスクリーナー」）から改名。2013年11月のリニューアル時に本体は「たれにくい密着泡スプレー」を採用した。2020年秋にパッケージデザインが変更された（自然切替）。
業務用では、ボトル入りのつめかえ専用（4.5L）に加え、エアゾール（強力タイプ）も設定されている。
そうじ用シート
マジックリン ピカッと輝くシート
2014年10月発売。キッチン・調理家電・浴室・洗面台・部屋の窓ガラスや窓回り・床など、普段の掃除では落としきれない汚れを除去するためのシート。「かきとりファイバー」があるザラザラ面に水をつけて使用する。ミシン目入り。2018年3月にリニューアルされ、パッケージデザインが変更された。
マジックリン ピカッと輝くシート クレンジング成分in
2014年10月発売。浴室・洗面台・キッチンといった水回りの水アカ汚れを除去するためのシート。研磨剤と界面活性剤（ポリオキシエチレンアルキルエーテル）を配合。「かきとりファイバー」のあるザラザラ面に水をつけて使用し、使用後は十分にすすぎ流しする必要がある。ミシン目入り。2018年3月にリニューアルされ、パッケージデザインが変更された。
おふろのお手入れ品
バスマジックリン◎
黄色の液体の浴室用洗剤。中性タイプ（発売当初は弱酸性）。つめかえ用はない。2021年春にパッケージデザインが変更された（自然切替）。
バスマジックリン泡立ちスプレー
黄色の液体のスプレー式浴室用洗剤。中性タイプ。「バスマジックリンハンディスプレー」の改良品で、2段切替（広い泡・せまい泡）式ハンディスプレーを採用。発売当初の内容量は500mlであったが、1996年に容器形状が変わり、内容量も400mlとなった。当初はつけかえ用・つめかえ用が無く、ボトルタイプの「バスマジックリン」がつめかえ用を兼ねていたが、環境問題に配慮してつめかえ用が設定された。前述のとおり、2015年8月の全面刷新に伴って約19年ぶりに容器形状が変わり、内容量も変更して380mlとなった。2023年9月にパッケージデザインを変更してリニューアルされた。
バスマジックリン SUPER泡洗浄◎
2018年5月に「バスマジックリン 泡立ちスプレー SUPER CLEAN」として発売。スプレー式浴室用洗剤。従来発売されていた「壁の防カビプラス」・「除菌消臭プラス」・「アロマ消臭プラス」の3種類が統合・集約され、除菌消臭・防カビ効果が付加された製品。緑のスプレー容器の「グリーンハーブの香り」、ピンクのスプレー容器の「アロマローズの香り」、スカイブルーのスプレー容器の「香りが残らないタイプ」の3種類がある。
2020年3月には、通常サイズの約2.4倍量（820ml）でキャップ付の「つめかえ用特大」が追加発売された。また、2021年春にはパッケージデザインが変更され（自然切替）、同年5月にはつめかえ用に通常サイズの約3.9倍量（1,300ml）とした超特大サイズが追加発売された。2023年2月に超特大サイズが通常サイズの約3.6倍量の1,200mlに減容してリニューアルされた。
2023年9月にパッケージデザインと製品名を変更してリニューアルされ、つめかえ用超特大サイズを除いて内容量が減容（本体:380ml→350ml、つめかえ用:330ml→300ml、つめかえ用特大:820ml→800ml(通常サイズの約2.6倍量に変更)）された。
「バスマジックリン SUPER CLEAN」の製品名で業務用も設定されている。従来業務用にも設定されていた「除菌消臭プラス」の後継製品である関係上、「グリーンハーブの香り」のみの設定となる。
バスマジックリン エアジェット
2021年9月発売。連射式の蓄圧ピストンを採用し、続けてレバーを引くことで連射が可能（1回で引くのを止めればピンポイント噴射も可能）な形状としたスプレー式浴室用洗剤。香りは「ハーバルシトラスの香り」と「フルーティフローラルの香り」の2種類。つめかえ用は通常サイズに加え、通常サイズの約2.3倍量（820ml）でキャップ付の「つめかえ用特大」、通常サイズの約3.4倍量（1200ml）でキャップ付の「つめかえ用超特大」も設定されている。
バスマジックリン エアジェット 除菌EX
2023年4月発売。「バスマジックリン エアジェット」に除菌剤を追加配合したもの。香りはハーバルクリアの香りのみ。内容量は通常の「バスマジックリン エアジェット」よりも減容（430ml→400ml）されており、つめかえ用は通常サイズが設定されず、760ml（通常の「バスマジックリン エアジェット」よりも60ml減容）の特大サイズと1100ml（通常の「バスマジックリン エアジェット」よりも100ml減容）の超特大サイズの2種類が設定される。
マジックリン ふろ水ワンダー
入浴直後に使用するふろ水清浄剤。元々は独立ブランドの「ふろ水ワンダー」として発売され、2010年4月のパッケージリニューアル時に「翌日も風呂水キレイ」というサブネームが付き、同時に花王の環境宣言「いっしょにeco」ロゴも記された。2014年5月に発泡力を高めてリニューアル。2023年初夏のパッケージデザイン変更に合わせて、「マジックリン」のシリーズ品に組み込まれた。
トイレのお手入れ品
トイレマジックリン消臭・洗浄スプレー ミントの香り◎
スプレータイプのトイレ用洗剤。中性タイプ。容器を逆さにしても噴射できる「逆さスプレー」を採用。広い泡・せまい泡の2段切替式。洗剤の為、空間の消臭には使用できない。
2017年8月に香り立ちを早くするリニューアルを行い、内容量が変更となった（本体:400ml→380ml、つめかえ用:350ml→330ml）。
トイレマジックリン消臭洗浄スプレー 香る消臭 エレガントローズの香り
2017年8月に「トイレマジックリン消臭・洗浄スプレー ツヤツヤコートプラス エレガントローズの香り」として発売。「トイレマジックリン消臭・洗浄スプレー」に超親水化ポリマーを配合し、防汚効果を付与したスプレータイプのトイレ用洗剤。2020年9月には、通常サイズの約2.4倍量（820ml）でキャップ付の「つめかえ用特大」が追加発売された。
2023年7月にパッケージデザインと製品名を変更してリニューアルされ、内容量が減容（本体:380ml→350ml、つめかえ用:330ml→300ml、つめかえ用特大:820ml→800ml(通常サイズの約2.6倍量に変更)）された。
トイレマジックリン消臭洗浄スプレー 汚れ予防プラス シトラスミントの香り
2017年8月に「トイレマジックリン消臭・洗浄スプレー ツヤツヤコートプラス シトラスミントの香り」として発売。「トイレマジックリン消臭・洗浄スプレー」に超親水化ポリマーを配合し、防汚効果を付与したスプレータイプのトイレ用洗剤。2020年9月には、通常サイズの約2.4倍量（820ml）でキャップ付の「つめかえ用特大」が追加発売された。
2023年7月にパッケージデザインと製品名を変更してリニューアルされ、内容量が減容（本体:380ml→350ml、つめかえ用:330ml→300ml、つめかえ用特大:820ml→800ml(通常サイズの約2.6倍量に変更)）された。
トイレマジックリン消臭・洗浄スプレー 除菌・抗菌
2022年4月発売。「トイレマジックリン消臭・洗浄スプレー」に洗浄助剤としてアルコール成分を配合し、便座・床の抗菌効果を付与したスプレータイプのトイレ用洗剤。クリーンミントの香り。つめかえ用は820ml入り・キャップ付きの特大サイズのみの設定となる。2023年7月にパッケージデザインを変更してリニューアルされ、内容量が減容（本体:380ml→350ml、つめかえ用特大:820ml→800ml）された。
トイレマジックリン消臭・洗浄スプレー 消臭ストロング◎
2015年10月発売。「トイレマジックリン消臭・洗浄スプレー」に「尿臭ブロッカー」を配合したスプレータイプのトイレ用洗剤。ハーブの香り。スプレー容器は同年8月にリニューアルした「バスマジックリン 泡立ちスプレー」シリーズ同様、ユニバーサルデザインの視点に基づいた新型スプレーを採用している。（なお、「消臭ストロング」シリーズは元々、「アタック」と「リセッシュ」にラインナップされていたが、本品と「クイックル」にもラインナップされたことで、複数のブランドを横断するシリーズに発展している）
2018年10月に「尿臭ブロッカー」から「尿臭ブロッカーEX」に強化され、香りがフレッシュハーブに変更するリニューアルが行われた。2020年冬にリニューアル（自然切替）され、ボトルのラベルやパックの正面上部がブルーの帯となり、「トイレ用洗剤」の品目名と便器のアイコンが表記された。
トイレマジックリン こすらずスッキリ泡パック
2023年10月発売。トイレ便器内の用途に特化した専用クリーナーで、使用量に応じて用便後に水を流した後にスプレーして消臭するか、便器内にスプレーして5分置いた後に水で流す。既存の「消臭・洗浄スプレー」とは異なり、床や壁・便座等の拭き掃除への使用は不可となっており、パッケージ裏面の使用上に注意にも記載されている。香りは「サボン&シトラスの香り」と「ホワイトフローラルの香り」の2種類で、つめかえ用は本体容量の8分目とした場合、約2.7回分相当（660ml）の特大サイズのみの設定となる。
トイレマジックリン強力クレンザー
液状のトイレ用クレンザー。2009年10月に従来の「トイレマジックリン」の研磨剤を増量し、改称（研磨剤の増量に伴い、品名もトイレ用洗剤からクレンザーに変更）。中性タイプ。2018年初夏にパッケージデザインが変更され、ブランドロゴが現行のものとなった。
トイレマジックリン流すだけで勝手にキレイ
トイレ用手洗いつきタンク専用洗剤。従来の「トイレマジックリン パワーリキッド」を処方改良。
2017年8月に「ライトブーケの香り」と「ローズせっけんの香り（2009年10月発売）」をパッケージリニューアルしてブランドロゴを現行のものに変更、「ローズせっけんの香り」は香調名を「エレガントローズの香り」に改名し、新香調の「シトラスミントの香り」を追加。併せて、つけかえ用は2個パックのみの設定となった。2022年10月にパッケージデザインを変更してリニューアル。特に本体はフィルム付きのボックス形状となり、コンパクト化された。
業務用製品
マジックリン除菌プラス
従来の業務用「マジックリン」に除菌成分が配合された製品。微香性。
ホテルバスマジックリン
ユニットバス向け浴室用洗剤（無残香タイプ）。2018年6月に黒カビ・ヌメリ予防効果が付加されリニューアルされた。
製造終了品
- マジックリン（業務用） - 処方改良により「マジックリン除菌プラス」へ継承
- マジックリンフォーム - はじめから泡で出るタイプ（ノンガスタイプ）。振らずに、容器を逆さにし胴部を押して使う。つけかえ用もあった。この容器の機構は後に発売された洗顔料やヘアカラーにも応用されている。
- キッチンマジックリンたわしシート - たわし構造のシートを採用。「レンジクイックル」の後継製品。2011年12月製造終了。
- キッチンマジックリン消臭プラス - オレンジのボトルのスプレー式の台所まわり用洗剤。香料としてオレンジオイル配合。弱アルカリ性。香港、台湾でも展開している。2014年10月にパッケージデザインをリニューアルした（中身は従来通りのため、つめかえ用は旧デザインのボトルにも詰め替え可能）。2021年にパッケージデザインが変更された（自然切替）が、「キッチンマジックリン泡ジェット」の発売に伴い、2022年10月製造終了となった。
- マジックリン ピカッと輝くシート 厚手パッド - 「マジックリン ピカッと輝くシート」の厚手仕様・大判サイズ。物干し竿、手すり、ベランダの床、エアコンの室外機、窓ガラスなど、外まわりや広い場所用。2020年2月製造終了。
- 強力酸性タイプトイレマジックリン - ポストを改名
- バスマジックリンクリームクレンザー - バスホーミングを改名
- バスマジックリン ハンディスプレー - 泡・霧の切替式。つけかえ用はなく、ボトルタイプの「バスマジックリン」をつめかえ用として使用していた。なお、発売当初は（クエン酸を配合していた為）弱酸性で、一時「まぜるな危険」の表示があったが、後に中性タイプとなり、「まぜるな危険」表示も消えた（現在も発売しているボトルタイプ「バスマジックリン」も同様）。スプレー部の改良により「バスマジックリン泡立ちスプレー」へ継承。
- バスマジックリン 泡立ちスプレー 消臭プラス - 「バスマジックリン 泡立ちスプレー 除菌消臭プラス」へ継承。
- バスマジックリン 泡立ちスプレー 壁の防カビプラス - 「水きれ成分」が配合されたスプレー式浴室用洗剤。2018年5月に製造終了。「バスマジックリン泡立ちスプレー SUPER CLEAN 香りが残らないタイプ」が後継製品となる。
- バスマジックリン 泡立ちスプレー 除菌消臭プラス◎ - 「バスマジックリン泡立ちスプレー 消臭プラス」の後継製品で、除菌・消臭効果を持たせたグリーンハーブの香りのスプレー式浴室用洗剤。2018年5月に製造終了。「バスマジックリン泡立ちスプレー SUPER CLEAN グリーンハーブの香り」が後継製品となる。
- バスマジックリン 泡立ちスプレー アロマ消臭プラス - エッセンシャルローズの香りのスプレー式浴室用洗剤。中性タイプ。元々は2012年11月に「バスマジックリン 泡立ちスプレー エッセンシャルローズの香り」として数量限定品（本体+つめかえ用のセット品のみ）で発売されていたが、2013年3月に消臭効果を付加し、製品名を変更して通常製品となった。2018年5月に製造終了。「バスマジックリン泡立ちスプレー SUPER CLEAN アロマローズの香り」が後継製品となる。
- バスマジックリン デオクリア - スプレー式浴室用洗剤。「パワフル消臭技術」を採用し、消臭効果を重視した製品。フレッシュシトラスの香り。2020年3月には通常サイズの約2.4倍量（820ml）でキャップ付の「つめかえ用特大」が追加発売された。2021年3月製造終了。
- バスマジックリン泡立ちスプレー 除菌・抗菌 アルコール成分プラス - 無香料タイプ。つめかえ用は通常サイズに加え、通常サイズの約2.4倍量（820ml）でキャップ付の「つめかえ用特大」が設定されている。2022年4月（一部店舗では同年3月最終週）には、つめかえ用に通常サイズの約3.9倍量（1,300ml）となる超特大サイズが追加発売。2023年2月に「泡立ちスプレー SUPERCLEAN」同様につめかえ用超特大サイズを通常サイズの約3.6倍量となる1,200mlに減容してリニューアルされた。2023年9月製造終了。
- つけおきマジックリン - 「ワイドマジックリン」と機能統合。2021年3月に発売された「キュキュット つけおき粉末」が実質的な代替製品となる。
- ワイドマジックリン - 粉末タイプの台所まわり・水まわり用洗剤。台所まわりの汚れ物の洗浄だけでなく、排水パイプ用洗浄剤や洗濯槽クリーナーとしても使用可能であった。食器・調理器具用洗剤である「キュキュット つけおき粉末」の発売に伴い、2021年2月製造終了。洗濯槽用クリーナーや排水パイプ用洗浄剤はハイターブランド（洗たく槽ハイター・パイプハイター 高粘度ジェル）が代替製品となる。
- トイレマジックリン 消臭・洗浄スプレー オレンジの香り - 「トイレマジックリン 消臭・洗浄スプレーAROMA ジャスミン&オレンジの香り」の発売に伴い、2014年9月製造終了。
- トイレマジックリン 消臭・洗浄スプレー AROMA - 「トイレマジックリン消臭・洗浄スプレー」に天然アロマオイルを配合したスプレータイプのトイレ用洗剤。元々は衣類・布・空間用消臭剤「リセッシュ アロマチャージ Luxury エッセンシャルローズ」と同じ香調を採用した「トイレマジックリン消臭・洗浄スプレー エッセンシャルローズの香り」として2012年11月に数量限定品（本体+つめかえ用のセット品のみ）で発売されていたが、商品名を変更して通常製品となった。2014年9月にジャスミン&オレンジの香りを追加し、既存の「エッセンシャルローズの香り」と合わせて2種類となった。「トイレマジックリン 消臭・洗浄スプレー ツヤツヤコートプラス」の発売に伴い、2017年8月製造終了。
- トイレマジックリン 流すだけで勝手にキレイ
  - グリーンハーブの香り - 2013年9月製造終了。
  - オレンジの香り - 2017年8月製造終了。
- パワーマジックリン - 業務用、現在の「Kaoパワークリーナー」
- グリドル用マジックリン - 業務用、現在の「Kaoグリドル用クリーナー」
- フローリングマジックリン つや出しスプレー専用シート - 「クイックルワイパー」に取り付けて、つや出しスプレーと一緒に使うつや出し剤用シート。「クイックルワイパー つや出し剤用シート」を改名。2012年1月製造終了。

## 海外での展開
現在は中国、香港、台湾、タイ、マレーシア、シンガポールで展開しており、中国では「魔朮灵」の名称でそれぞれ発売されている。
香港
香港では「萬潔靈」の商品名で発売している。ラインナップは日本でのキッチン用洗剤、浴室用洗剤を発売しているほか、日本では「ハイター」ブランドで発売している浴室用カビ取り剤・トイレ用洗剤・台所用漂白剤、日本では「クイックルワイパー」で発売している「マジックリンワイパー」（日本での「クイックルワイパー 立体吸着ウエットシート」も発売）、さらに、独自で床用の「フロアマジックリン」2種と食器用洗剤を発売しており、日本での「キュキュット」に相当する「萬潔靈清亮超濃縮洗潔精」も発売している。
2011年8月には「マジックリン」・「ガラスマジックリン」・「バスマジックリン」がリニューアルし、日本より一足早くロゴデザインが変更された（香港では日本と異なり、500ml入りでつけかえ方式。「マジックリン」と「バスマジックリン」は香りがそれぞれ2種類ずつ用意されており、「マジックリン」はライムの香りと青りんごの香り、「バスマジックリン」はレモンの香りとラベンダーの香りが設定されている）。
2012年10月にはトイレ用洗剤がリニューアルされ、「トイレブリーチ（レギュラー、レモンの香り）」と防汚効果を付加した「デュアルパワートイレクリーナー（マリンの香り、森林の香り）」の2ライン体制となった。
2013年6月には、日本での「クイックルワイパー」の改良を受け、「マジックリンワイパー」をリニューアルした。
2015年4月には、台湾で発売されていた「パイプマジックリン」のスプレータイプが新たに発売された。
2015年9月には、日本での「キッチン泡ハイター」に相当する「マジックリンキッチン泡ブリーチ」が発売された。
台湾
台湾では「魔術靈」の商品名で発売している。香港とはラインナップに一部違いがあり、食器用洗剤が設定されていない、一部製品でつめかえ兼用のボトルタイプが設定されている（つけかえ用と3.8Lは「マジックリン ライムの香り」と「バスマジックリン レモンの香り」のみ）、「フロアマジックリン」のラインナップの違い（以前は1種類のみだったが、現在は後述のローズの香りを含む4種類となり、1800ml入りのつめかえ用を新たに設定）、日本でも発売されている「トイレマジックリン消臭・洗浄スプレー オレンジの香り」や浴室・トイレ兼用洗剤の設定、「マジックリンワイパー」に「ウエットシート」の設定がない点がある。
台湾でも「キッチンマジックリン 消臭プラス」と浴室用カビ取り剤を除くスプレータイプの全製品がリニューアルされている。浴室用カビ取り剤は2012年8月にリニューアルされ、ブランドロゴも変更。さらに、同年9月にはトイレ用洗剤を発売した。
2013年5月には、日本での「クイックルワイパー」の改良を受け、「マジックリンワイパー」をリニューアルし、これまで設定がなかった「ウエットシート（日本での「立体吸着ウエットシート」に相当）」を追加した。
2014年5月に「バスマジックリン」にローズの香り（日本での「バスマジックリン アロマ消臭プラス」に相当）を追加、同年8月にパイプ用洗浄剤の「パイプマジックリン」を発売（スプレーとジェルがあり、ジェルは日本での「パイプハイター 高粘度ジェル」に相当）。同年9月には「フロアマジックリン」にローズの香りを追加した。
2015年4月に浴室用カビ取り剤をリニューアルし、従来からの500ml入りに加え、日本で発売されている「強力カビハイター」をベースにラベルを台湾仕様に変更（「まぜるな危険」表示が無く、注意内容や品目名を現地表記に変更）した400ml入りも新たに設定された。同年9月には「フロアマジックリン」のスプレータイプ「魔術靈地板噴易拖」を発売した。
2016年4月には、日本での「食卓クイックル スプレー ほのかな緑茶の香り」に相当する食卓用清潔スプレー「魔術靈植物源潔淨液」を発売した。
タイ
タイでは「マジックリン」・「バスマジックリン」のほかに、ボトル入りの「バスマジックリンパワー」と「フロアマジックリン」を展開している。
香りの種類が多いのも特徴で、「バスマジックリン」は3種類、「バスマジックリンパワー」は5種類、「フロアマジックリン」は6種類がラインナップされている。2013年に入り、「フロアマジックリン」にパウチタイプのつめかえ用が設定されるようになり、「バスマジックリン」はつけかえ用からつめかえ用となった。
マレーシア
マレーシアでは「マジックリン」・「バスマジックリン」・「ガラスマジックリン」のほか、トイレ用洗浄剤、「フロアマジックリン」5種、「マジックリンワイパー」を発売している。
「マジックリンワイパー」は香港と同じラインナップなっているほか、日本での「クイックルワイパー ハンディ」に相当する「マジックリンワイパー ハンディダスター」も発売している。
香港・台湾同様、2012年10月にトイレ用洗浄剤を改良した。
2014年7月には日本での「強力カビハイター」に相当する浴室用カビ取り剤「Stain & Mold」を発売した。
2015年5月には日本での「クイックルワイパー ハンディ 伸び縮みタイプ」に相当する伸縮タイプのリビング用そうじ道具「Magiclean Wiper Handy Duster Extendable」を発売した。
シンガポール
シンガポールではマレーシアでのラインナップに加え、台湾と同様に浴室・トイレ兼用洗剤、浴室用カビ取り剤も設定されており、日本での「クイックルワイパー ハンディ 伸び縮みタイプ」に相当する「Magiclean Wiper Handy Duster Extendable」も発売されている。
日本での「クイックルワイパー」の改良を受け、2012年5月に「マジックリンワイパー」が改良。同年8月に浴室用カビ取り剤、同年10月にトイレ用洗浄剤を順次改良した。2013年に入り、「マジックリンワイパー ウエットシート」に「ハッピーローズ」を追加（日本での「クイックルワイパー 立体吸着ウエットシート エッセンシャルローズの香り」に相当）。さらに、2014年6月には「リラックスジャスミン」を追加した（日本での「クイックルワイパー 立体吸着ウエットシート クラシックジャスミンの香り」に相当）。
2014年8月にスプレー製品5アイテムを改良した。
2015年3月に「マジックリンワイパー ウエットシート」に「リラクシングジャスミン」を追加（日本での「クイックルワイパー 立体吸着ウエットシート クラシックジャスミンの香り」に相当）。同年5月に「フロアマジックリン」に「ミンティークール」を追加、同年8月に「パイプ&シンクマジックリン」を発売した（スプレータイプの「クリーナー」と濃縮ジェルタイプの「デクロッガー」の2種があり、「デクロッガー」は日本での「パイプハイター 高粘度ジェル」に相当する）。その翌月には、日本での「リセッシュ 除菌EX」のレギュラーラインに相当する衣類・布用消臭剤「Magiclean Fabric Freshener」を発売した。

## CM・広告
歴代CM出演タレント
宮川大輔（「マジックリン」「バスマジックリン 泡立ちスプレー 壁の防カビプラス」）
水川あさみ（「バスマジックリン 泡立ちスプレー アロマ消臭プラス」）
北乃きい（「バスマジックリン 泡立ちスプレー 除菌消臭プラス」「マジックリン ピカッと輝くシート」）
平岡祐太（「トイレマジックリン消臭・洗浄スプレーAROMA」）
阿部サダヲ（現在：「バスマジックリン 泡立ちスプレー SUPER CLEAN」「トイレマジックリン 消臭・洗浄スプレー ツヤツヤコートプラス」
寺島進（「バスマジックリン エアジェット」）
千葉雄大（「バスマジックリン エアジェット」）
音無美紀子（「マジックリン」「トイレマジックリン」「バスマジックリン」「つけ置きマジックリン」）
毒蝮三太夫（「バスマジックリン」
水沢アキ（「マジックリン」「トイレマジックリン」）
森尾由美（「マジックリン」「バスマジックリン」など）
田中実（「マジックリン」「バスマジックリン」など）
岡田美里（「トイレマジックリンスプレー」）
なかやまきんに君（「マジックリン EXPOWER」シリーズ）

## 競合商品
- ルック（ライオン） - このシリーズの対抗商品
- パワーズ（エステー）
- カビキラー（ジョンソン）
- サンポール（大日本除虫菊）